# 完整街道

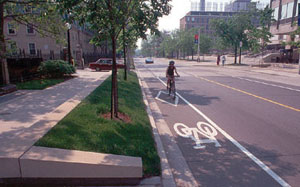
一个人在多伦多的自行车道上骑车。

完整街道（英語：complete streets，又译完全街道）是一种交通政策和设计方法，它要求对街道进行规划、设计、运营和维护时，确保所有年龄和行为能力的使用者，无论采用哪种交通方式，都能安全、方便、舒适地出行和使用。完整街道能使步行、骑自行车、驾驶汽车、乘坐公共交通工具或运送货物的人安全出行。
美国和加拿大的交通相关倡导者、城市規劃師、交通和道路工程师、公共卫生从业人员以及一些社区成员常使用该术语。完整街道强调所有交通参与者（不仅是汽车）安全的重要性，因能产生更高的安全、健康、经济和环境效益而得到推广。
与之相关概念包括生活化道路、Woonerf和家庭区域。

## 历史
第二次世界大战后，美国许多社区的设计都是为了让汽车方便快捷地到达目的地。在农村和郊區社区，汽车往往是唯一的交通工具，甚至在有公共交通、能安全地步行和骑行的地区，人们也依赖汽车生活，其中汽车是交通、基础设施和土地使用政策的主要焦点，以致于其他交通方式（如步行、骑行和公共交通）变得不可行。
俄勒冈州于1971年颁布了美国首个类似“完整街道”的政策，要求新建或改建的道路必须能容纳自行车和行人，并呼吁州和各地方政府在公共路權上为行人和自行车设施提供资金。此后，又有16个州的立法机关通过了完整街道相关法律。
2003年，芭芭拉·麦卡恩（Barbara McCann）主持寻找“程序性考量”（routine accommodation，指道路设计流程中对各出行群体需求的协调）一词的替代词；她后来成为了美国全国完整街道联盟（National Complete Streets Coalition）的执行董事。“完整街道”一词由美国精明增长（Smart Growth America）组织的传播总监大卫·戈德堡（David Goldberg）提出，并且由各倡导组织的联盟采用，既指街道设计的综合方法，也指联盟本身。
美国全国街道联盟成立于2005年，由包括美国退休者协会、美国规划协会和美国风景园林师协会在内的倡导和贸易团体组成。联盟指导委员会其他现任成员包括美国公共运输协会、明尼苏达州蓝十字蓝盾、美国全国房地产经纪人协会和运输工程师协会等。
联邦完整街道立法于2008年和2009年提出，但未能成为法律。
2010年，美國運輸部发布了有关给自行车和步行者分配空间的政策声明，宣布支持将其纳入联邦援助交通项目，并鼓励社区组织、公共交通机构以及州和地方政府采取类似政策。
到2013年初，美国有490多个辖区采用了完整街道政策，其中包括27个州、哥伦比亚特区和波多黎各自由邦。这些辖区中，有一些通过立法将其政策制定为法律，而另一些选择通过行政命令或内部政策来实施其政策。还有更多的辖区通过了非强制性的决议来支持完整街道，或者制定了包含完整街道原则的交通规划。

## 设计要素

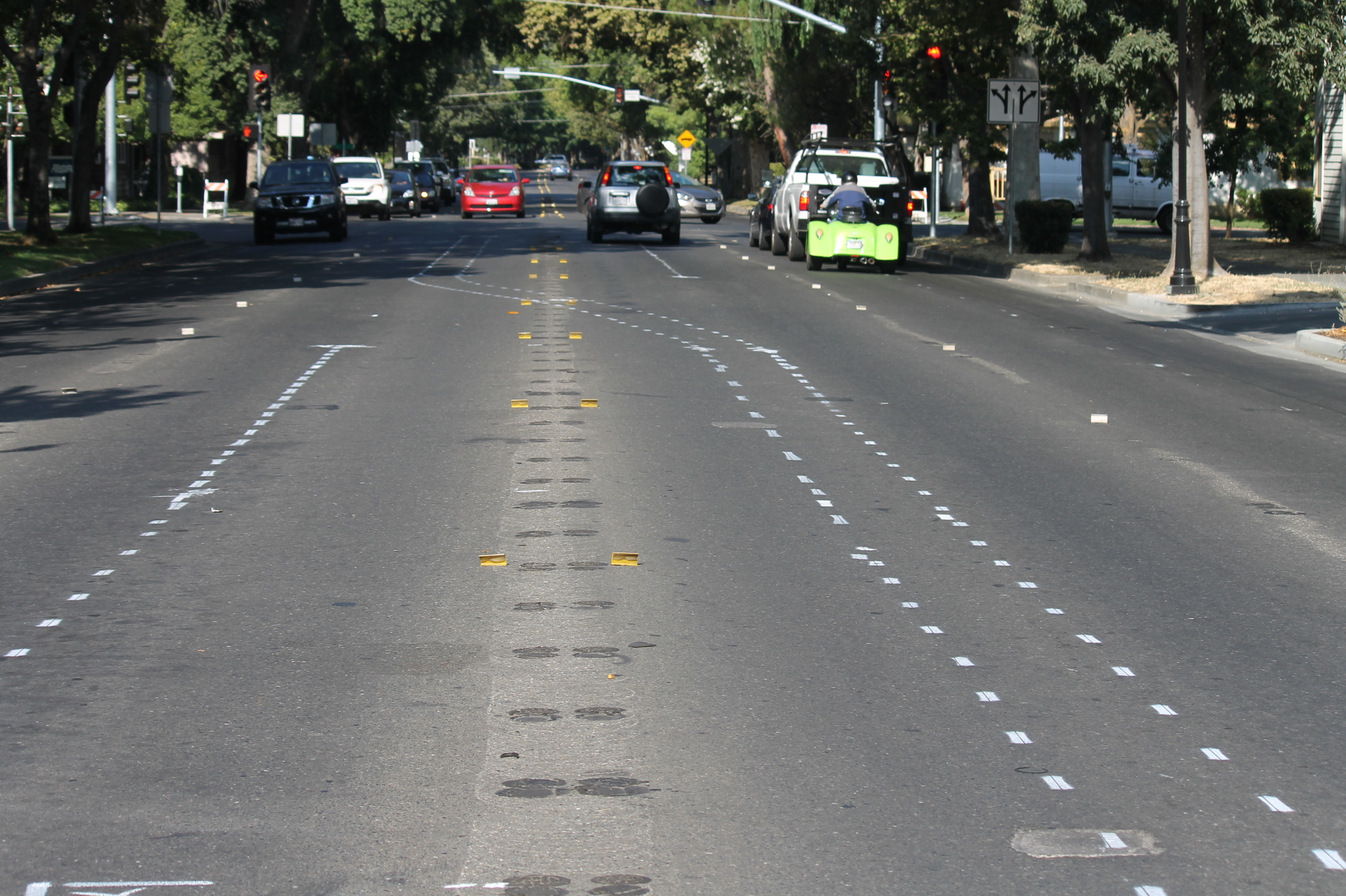
将四个行车道更改为两个行车道，再加上自行车道和左转车道。

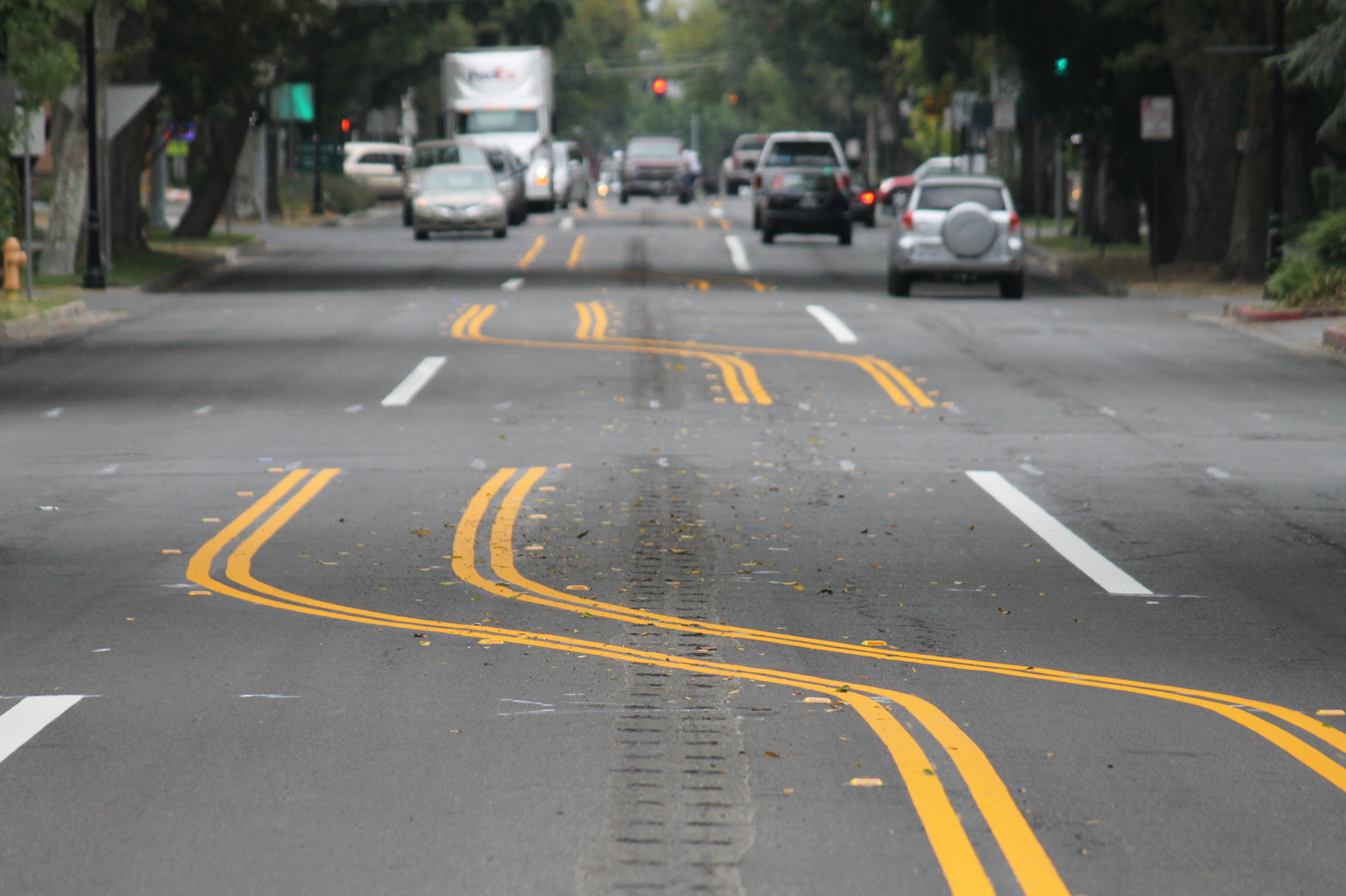
加州戴维斯的新式道路布局。现在行人和骑自行车的人拥有更好的安全条件。

完整街道的具体设计元素会根据情况和项目目标而有所不同，但它们可能包括：
- 人行道等行人基础设施；传统式和抬高式人行横道；中间安全岛；符合1990年《美国残疾人法案》的设施，包括低视力人士的声音提示、轮椅上的人可以触及的按钮以及连接人行道和街道的斜坡；以及路缘展宽（英语：Curb extension）。
- 交通寧靜化措施，用于降低车速度、划定车行道的边缘，包括道路瘦身（英语：Road diet）、中央分隔带、减小路缘转弯半径、消除自由流右转车道、成角度的朝外停车、行道树、花池带和地面铺装。
- 满足自行车需求，例如受保护或专用的自行车道、邻里绿道、加宽铺面路肩和自行车停放处。[12]
- 公共交通设施，例如快速公交、港湾式停靠站、公交信号优先、公交候车亭和公車專用道。[13][14]

这些元素已在美国的项目中成功使用，如以下示例所示：
- 佛罗里达州奥兰多市对Edgewater Drive进行了道路瘦身（road diet），通过自行车道和美化街道将其从4条车道减至3条车道。这个改变减少了35％的碰撞事故，并分别增加了23％和30％的骑行和步行数量。它还有助于刺激经济发展，且据称增强了邻里的场所感。[15]
- 在北卡罗来纳州夏洛特，分三期完成的东大道（East Boulevard）重新设计将4条车道改为3条车道，并改善了车辆的左转弯通道。[16]
- 在纽约市，通过Select Bus Service进行的公交改善包括了在车外支付车资以加快上车时间，以及设置公交专用道。结果，公交车速度提高了20％，公交车乘客总数增长了10％。此外，Fordham Road的本地商业零售额增长了71％，而全行政区的零售额增长了23％。[17]
- 加利福尼亚州马林县在繁忙的Alameda del Prado道路上增加了自行车道。结果，该地区平日骑自行车的人增加了366％，周末骑自行车的人增加了540％。[18]

完整街道政策通常允许三种例外情况：高速公路或法律禁止非机动车的其他道路、整治费用与需求或预期使用量不成比例的道路，以及当前和未来均无需整治的道路。

## 益处
支持完整街道政策的人认为，它可以改善安全性、降低交通成本、提供多种交通方式选择、通过步行和骑行促进健康、刺激当地经济、营造场所感、改善社会互动并总体上为邻近的地产带来增值。反对者可能会认为仅为汽车服务的基础设施可以更好地利用公共资金，或者认为所谓鼓励使用其他交通方式实质上是一种强迫。个别项目和政策有时会遇到当地的反对，通常是出于对交通流和汽车出行的担忧。

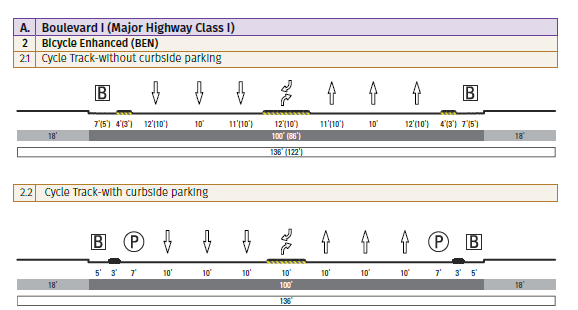
该图显示了洛杉矶完整街道的指南，其重点是骑车人的安全

### 安全
完整街道政策部分是为了提高安全性，而各种研究表明，完整街道原则确有此效果。美国联邦公路管理局的一项安全审查发现，在设计街道时考虑行人，如人行道、抬高的中央安全岛、转弯出入控制、更合适的公交站位置、更好的照明、交通寧靜化措施以及适应残障出行者的处理，这些都可以改善行人、骑行者和驾车者安全。添加人行道、增设混合行人信號燈（hybrid beacon signals，用於警告和控制交通，幫助行人在有標誌的人行道橫過道路）时，行人受伤和死亡的比率降低88％，添加路中安全岛时降低39％。俄勒冈大学对25个完整街道项目实施前后进行了对比研究，发现在全国范围内的项目中，汽车超速碰撞事故大幅减少。

### 健康
各种各样的报告和组织提出，完整街道政策可以鼓励步行和骑行，从而改善公众健康。美国疾病控制与预防中心建议采用完整街道政策作为预防肥胖的策略。全国州议会会议的一份报告将完整街道政策列为鼓励骑自行车和步行的最有效政策途径。一项研究发现，在以住宅为中心10分钟步行范围内有可供安全地散步的场所的人中，有43%达到了推荐的体育锻炼水平，而没有能安全地散步的场所的人中，只有27％的人达标。美国国家医学院建议修订法规以鼓励建造人行道、自行车道和其他体育锻炼场所，进而遏制儿童期肥胖。美国全国州立法会议的一份报告发现，完整街道政策是鼓励骑自行车和步行的最有效的政策途径。超过三分之一的日常使用公共交通的用户符合日常体育锻炼最低要求。

### 经济
支持完整街道的人认为，随着社区变得更加安全、更具吸引力并提供更多的交通选择，当地经济会蓬勃发展，地价也会上升。
成功实施的完整街道已帮助一些社区刺激了当地经济。加利福尼亚州兰开斯特的复兴项目帮助创造了50个新企业和800多个新工作岗位。纽约市部分地区2007年进行了完整街道重新设计之后，曼哈顿第9大街的零售额增长了近50％，联合广场的商业空缺率下降了近50％。
与传统的道路工程相比，公共交通和自行车/人行道项目创造了更多的建筑岗位：通过《2009年美國復蘇與再投資法案》资助的完整街道项目创造了比道路维护和新建项目更多的岗位。在刺激措施的推动下，公共交通项目每十亿美元创造的工作时数是高速公路项目的近两倍。与仅考虑汽车的项目相比，考虑行人和自行车的项目创造了多出1.8至3.8倍的工作岗位。但是，创造工作机会并非免费的午餐，因为它需要更多财政支出。

### 环境
完整街道也能够对环境产生积极影响。完整街道为人们提供了步行和骑行的安全选择，可以减少开车的人数，从而减少汽车尾气排放。
2009年全国家庭旅行调查发现，大都市区內的所有行程中，39％为3英里或以下，17％为1英里或以下。这些行程大多数都可以轻松地步行或骑行完成，而完整街道提供的基础设施能使步行、骑行更安全。步行或骑行是零排放的出行方式。
在拥有并执行了完整街道政策的社区，例如科羅拉多州波德，排放量有所减少。项目落成后的几年中，波德独自驾车的人数减少，自行车和公共交通出行增加。结果，该市每年的二氧化碳排放量减少了50万磅。

### 政策利益
除了完整街道的基础设施要素提供的益处外，完整街道政策的发展还鼓励促进社区的包容性和教育机会，并在交通改善工程的设计和实施中确立了因地制宜的手法。
在美国各州和属地内目前已颁布的899部完整街道政策文件中，美国全国完整街道联盟与美国精明增长组织合作，分析了其中2015年各不同社区通过并颁布的82部，评估了政策的构成要素。在此分析中，联盟发现，社区外展（community outreach）和因地制宜（context sensitivity）是各案例中所包含的重要特征，并且在审查政策的效率和有效性中权重较大。
完整街道实施可确保交通项目因地制宜，因为政策提供的实施目标与因地制宜的解决方案在方向上是一致的，例如要求市政当局举行公开会议、与利益相关者保持沟通，并进行道路分类。此外，完整街道原则提供的教育机会能促进和实现的社区外展活动，有助于建立社区的社会联系并鼓励人们参与健康的交通出行方式。
2003年，Partnership for Active Communities制定了一个五年计划，将不同专业的组织聚集在一起，目标是朝着完整街道迈进，并改善加利福尼亚州沙加緬度的交通设施。组织间的伙伴关系和综合的沟通计划令人们认识到步行、骑行的安全问题，这些问题涉及基础设施设计的不足。该项目中的教育机会有助于巩固社区成员和组织之间的联系，同时致力于通过政策变更来解决交通问题。

#### 异议
一些人认为，美国的运输工程师已过于注重将骑行者与行人和驾车者分开。这可能会限制骑车人对哪里可以骑车的认识。它也可能强迫本来更希望开车的人去骑车。
约翰·佛瑞斯特（John Forester）在1970年代的著作《有效骑行》（Effective Cycling）中倡导了“車輛模式”，即视单车为与其他车辆一样，在路中行驶。
该理论受到了仔细的检查。《美国公共卫生杂志》的元数据分析中，作者约翰·普彻尔（John Pucher）说：“车辆模式不起作用：没有自行车设施的地方会发生更多事故和更多伤害……为车辆模式的辩护背后有着各种各样奇怪的文化因素，但所有证据都表明单独的设施要安全得多。”